# Каплиця святого Казимира (Ружани)
Каплиця святого Казимира (біл. Каплі́ца сьвято́га Казі́мера), також Костел святого Казиміра (біл. Касьцё́л сьвятога Казімера) — католицький храм у Пружанах Пінської діацезії. Пам'ятка архітектури раннього класицизму.

## Історія
Будівництво каплиці почав власник ружанського маєтку Александр Сапега. Проект будівлі виконав саксонський архітектор Ян Самюель Бекер. Будівництво пов'язують з мощами святого Казимира, які в середині XVII століття зберігалися в ружанських володіннях Сапегів.
Спочатку каплиця входила в склад комплексу василіанського монастиря.

## Архітектура
Будинок мурований, прямокутний у плані, накритий двосхильним дахом. по периметру будинку проходить профільований карниз.
Прямокутні високі вікна. Вхідні двері та бокові ніші оздобленні одвірками.
Стіни в інтер'єрі закінчуються карнизом. Вівтар змурований у вигляді порту відповідного ордену.